# Einar Gausel
Einar Johan Gausel (* 30. November 1963) ist ein norwegischer Schachspieler.
Gausel wurde 1988 Internationaler Meister und 1995, als dritter Norweger, Großmeister. Er gewann 1992, 1996 und 2001 die norwegische Schachmeisterschaft.
Einar Gausel spielte an 7 Schacholympiaden für Norwegen, nämlich 1988, 1990, 1992, 1994, 1996, 2002 und 2006; davon dreimal (1992, 1994 und 2002) am ersten Brett. In diesen sieben Turnieren spielte er insgesamt 75 Partien mit einem Score von 40,5 Punkten (26 Siege, 29 remis und 20 Niederlagen). Gausel nahm mit der norwegischen Nationalmannschaft auch an den Mannschaftseuropameisterschaften 1989 und 1992 teil.
Einar Gausel pflegt einen sehr soliden, positionellen Stil und schreibt bis heute die Schachspalte im Dagbladet.
Er spielt für die Schachgesellschaft Oslo (Oslo Schakselskap), mit dieser nahm er zweimal am European Club Cup teil und wurde 2007, 2008, 2012, 2013, 2014 und 2015 norwegischer Mannschaftsmeister. Gausel spielte außerdem von 1999 bis 2008 in der schwedischen Elitserien für die Skara Schacksällskap, in der dänischen 1. Division in der Saison 2003/04 für die Skakforeningen Føroyar und in der gleichen Saison in der britischen Four Nations Chess League für die zweite Mannschaft von Wood Green.
Im Januar 2015 liegt er auf dem siebten Platz der norwegischen Elo-Rangliste.